# Nguyễn Phi Khanh
Nguyễn Phi Khanh (chữ Hán: 阮飛卿; tên thật là Nguyễn Ứng Long (阮應龍); năm sinh không chắc chắn. Một số nguồn cho là khoảng năm 1355–1428 hay 1429) là Hàn lâm học sĩ nhà Hồ và là cha của Nguyễn Trãi - một công thần khai quốc nhà Hậu Lê. Ông quê làng Chi Ngãi, huyện Chí Linh, tỉnh Hải Dương (nay là phường Cộng Hòa, Tp.Chí Linh, Hải Dương). Sau dời về thôn Trại Ổi (Ngọc Ổi) làng Nhị Khê, nay thuộc huyện Thường Tín, nay thuộc Hà Nội.

## Thân thế
Sử sách có chép rằng quan tư đồ Trần Nguyên Đán thấy Ứng Long, khi đó 19 tuổi, học giỏi nên yêu mến và mời về dạy cho con gái mình là Trần Thị Thái. Nguyễn Ứng Long nhân cơ hội tán tỉnh rồi thông dâm với Thái. Sau khi biết Thái mang thai, Ứng Long lo sợ, liền bỏ trốn.
Sau khi Ứng Long bỏ trốn, Trần Nguyên Đán phải cho người đi tìm Ứng Long về gả con gái đang mang thai cho ông. Sự kiện này được Đại Việt sử ký toàn thư chép vào năm Xương Phù thứ 9 (1385) đời Trần Phế Đế.
Sách Đại Việt sử ký toàn thư chép rằng:
| “ | Nguyên Đán có hai người con gái, con trưởng tên là Thái, con thứ tên là Thai[a], sai nho sinh đem văn học dạy cho hai người.Nguyễn Ứng Long dạy Thái, Nguyễn Hán Anh dạy Thai. Ứng Long nhân gần gũi lả lơi, làm thơ ca quốc ngữ[b] khêu gợi Thái, thông dâm với Thái, Hán Anh cũng làm thơ quốc ngữ bắt chước Ứng Long. Thái có thai, Ứng Long bỏ trốn. Đến ngày Thái đẻ, Nguyên Đán hỏi Ứng Long ở đâu. Người nhà trả lời là Ứng Long sợ tội trốn đi rồi. Nguyên Đán nói: "Vận nước sắp hết, biết đâu chẳng phải là trời xui nên thế, vị tất không phải là phúc." Bèn cho gọi hai chàng về bảo rằng: "Người xưa cũng đã có chuyện này. [Các ngươi]không thấy chuyện Văn Quân với Tương Như hay sao[c]? Nếu [các ngươi] làm được như Tương Như, truyền lại danh tiếng cho đời sau thì đó là điều mong muốn của ta." Hai chàng cảm ơn sâu nặng, chăm chỉ học hành. Đến khi thi, cả hai đều đỗ. Thượng hoàng[d] nói: "Bọn chúng có vợ giàu sang, như thế là kẻ dưới mà dám phạm thượng, bỏ không dùng" Sau Hán Anh làm quan đến chức Chuyển vận. Ứng Long đến nhà Hồ được cất nhắc sử dụng, đổi tên là Phi Khanh (Phi Khanh sinh ra Trãi, cũng đỗ thái học sinh) | ” |

## Quan nhà Hồ
Ông từng thi đỗ Nhị giáp tiến sĩ năm Long Khánh thứ 2, đời vua Trần Duệ Tông, tức năm 1374 nhưng không được triều đình bổ dụng nên về quê dạy học. Đại Việt sử ký toàn thư không ghi rõ ông đỗ thái học sinh năm nào, nhưng có viết về việc ông đỗ thái học sinh trong các sự kiện của năm 1385, sau khi thượng hoàng Trần Nghệ Tông đã tổ chức kỳ thi thái học sinh năm Xương Phù thứ 8 (1384). Đến khi Hồ Quý Ly cướp ngôi nhà Trần, ông đã ra làm quan cho nhà Hồ dưới triều Hồ Hán Thương, được bổ nhiệm giữ chức Hàn lâm học sĩ rồi lần lượt thăng lên Thống chương Đại phu, Đại lý tự khanh kiêm Trung thư Thị lang, Tư nghiệp Quốc tử giám.
Năm 1407, khi quân nhà Minh xâm lược nước Việt, Nguyễn Phi Khanh được đề cập đến trong vài sự kiện trong Chiến tranh Minh - Đại Ngu, sau đó sử sách Minh triều và sử sách Đại Việt đều chép là Nguyễn Phi Khanh tự mình đi đầu hàng nhà Minh và bị giải về Trung Quốc
| “                                           | Còn bọn Trần Nhật Chiêu, Nguyễn Phi Khanh, Nguyễn Cẩn, Đỗ Mãn đều đã đầu hàng từ trước. | ” |
| — Đại Việt sử ký toàn thư, bản kỷ, quyển IX |                                                                                         |   |

| “                                                                                          | ...偽吏部尚書範元覽大理卿阮飛卿千牛衛將陳日昭華頟將軍黎威等皆詣輔降 (Thượng thư bộ Lại Phạm Nguyên Lãm, Đại lý khanh Nguyễn Phi Khanh, Thiên Ngưu vệ tướng Trần Nhật Chiêu, Hoa Ngạch tướng quân Lê Uy của ngụy [nhà Hồ] đều đến đầu hàng [Trương] Phụ). | ” |
| — Minh thực lục, v. 11, trang 923-924, Thái Tông Văn hoàng đế thực lục. Q. 65, tr. 5a-5b., | |   |

Nguyễn Phi Khanh mất tại Trung Quốc, thọ 73 tuổi. Hài cốt ông an táng tại núi Đá Bạc. Người đời sau gọi núi đó là núi Báo Ân hay núi Báo Đức, hoặc còn gọi là núi Báo Vọng, thuộc Tp Chí Linh, tỉnh Hải Dương ngày nay. Mộ chí nay vẫn còn.
Gần đây, sách "Nhìn lại lịch sử" dẫn bài của tác giả Đinh Công Vĩ, có nghiên cứu gia phả Phạm Anh Võ (tức Nguyễn Anh Võ - con Nguyễn Trãi, cháu Nguyễn Phi Khanh, phải đổi sang họ mẹ khi trốn tránh vì gia đình bị tru di tam tộc) nêu thông tin khác về kết cục của Nguyễn Phi Khanh. Theo đó, Nguyễn Phi Khanh bị quân Minh giải đi Trung Quốc, có cả anh em Nguyễn Trãi và Nguyễn Phi Hùng đi theo. Tới Vạn Sơn Điếm (Hồ Bắc) một thời gian thì quân Minh thả cho Nguyễn Phi Khanh về. Ông sống và chết ở Trung quốc. Sau này vẫn chưa biết chính xác về mồ mả của ông.

## Thơ ca
Dù chỉ còn vài chục bài thơ chữ Hán được lưu truyền tới nay nhưng Nguyễn Phi Khanh cũng được giới nghiên cứu văn học trung đại Việt Nam đánh giá là một cá tính thơ ca của dòng văn thơ Lý-Trần, dù phong cách thơ của ông thực sự rất khác biệt với dòng văn học nổi tiếng hào sảng tinh thần Đông A này. Về giọng điệu thơ, ông có nhiều chỗ gần gũi với một nhân vật nổi bật khác của thời Trần mạt là Trần Nguyên Đán, cha vợ ông.

## Lưu danh
Tháng 12-2020, Ủy ban Nhân dân thành phố Hà Nội quyết định gắn biển "Đường Nguyễn Phi Khanh" cho một con đường ở Huyện Thường Tín.
Ở Thành Phố Hồ Chí Minh cũng đặt tên cho 1 con đường nhỏ ở quận 1 từ đường Nguyễn Hữu Cầu đến đường Đinh Tiên Hoàng. Ở TP Vũng Tàu cũng có đường Nguyễn Phi Khanh tại khu Đại An, Phường 9.